# Bocchetta di Forcola
Le Bocchetta di Forcola est un col de montagne situé dans les Alpes dans le Nord de l'Italie à quelques centaines de mètres de la frontière suisse. Il se trouve à une altitude de 2 768 mètres dans le massif de l'Ortles.